# Éric Toledano
Pour les articles homonymes, voir Toledano (homonymie).
Éric Toledano est un réalisateur, scénariste et dialoguiste français né le 3 juillet 1971 à Paris. Il travaille en binôme avec Olivier Nakache à la fois pour l'écriture et la réalisation.
Il est vice-président de l'Académie des César de 2020 à 2022.

## Biographie

### Jeunesse et premiers contacts avec le cinéma
Éric Toledano naît le 3 juillet 1971 à Paris. Son père est énarque et commence sa carrière dans la haute administration marocaine, puis  rejoint Paris, où il va travailler au Centre français du commerce extérieur. Éric Toledano a un frère aîné , et une sœur médecin à Paris.
Il grandit à Versailles, où il passe une « jeunesse heureuse, chaleureuse et sympathique », courant après l'école au Cyrano ou au Roxane, les cinémas de la ville. Il confie avoir éprouvé « une émulation artistique évidente à Versailles, [...] berceau de nombreux artistes comme Air et Phoenix dans la musique, ou bien les frères Podalydès au théâtre et au cinéma ».
Il se passionne dès son plus jeune âge pour le cinéma et porte une admiration particulière au réalisateur Woody Allen, en particulier à son film Annie Hall , dont il déclare connaître les dialogues par cœur. Pour lui, « Woody Allen est une sorte de modèle. Sa force, c’est la répétition. Il traite du même sujet, des mêmes névroses en étant pourtant à chaque fois différent et toujours aussi brillant. On appelle cela une œuvre. »
C'est aussi très jeune qu'il se plonge dans les comédies italiennes ou les films de Claude Sautet. Parmi ses références cinématographiques, il cite également les films de l'équipe du Splendid comme la série Les Bronzés ou Le Père Noël est une ordure, film dont il connaît de même les dialogues par cœur. Il se dit également influencé par les comédies anglaises, notamment le film La Party de Blake Edwards, ainsi que « les films de groupe d'Yves Robert ».
À propos de son éducation, il déclare : « Je crois qu’être artiste, c'est renoncer à soi. Renoncer à sa famille, à ses racines et pouvoir s'en extraire. [...] Je n’ai pas l’impression que mon éducation et ma famille ont eu des vraies influences sur mon travail. »

### Adolescence, voyages et formations
Éric Toledano souligne lui-même le rôle important dans sa vie et son œuvre cinématographique d'une expérience vécue à l'adolescence. De 8 à 16 ans, il participe à de nombreuses activités socioculturelles, que ce soit dans des « centres aérés, des colonies de vacances via la mairie, des associations culturelles, des stages sportifs », notamment via l’association Yaniv et les Éclaireuses et éclaireurs israélites de France (EEIF).
En 1989, après avoir passé son bac au lycée Marie Curie à Versailles, il estime avoir « besoin de voir le monde ». Il part étudier un an à l’université hébraïque de Jérusalem. Après cette année de césure Éric Toledano s'inscrit à l’université en France pour y faire des études de lettres et de sciences politiques. En 1993 il obtient une licence de lettres option Cinéma à l'Université Paris III Sorbonne Nouvelle et en 1995 une maîtrise de sciences politiques à la Sorbonne avec une spécialisation en sociologie politique, visant à l'époque un Diplôme d'études approfondies dans cette matière,.
En 1995, lors d'un rassemblement d'animateurs de Yaniv au Chesnay il rencontre Olivier Nakache,. L'expérience des colonies de vacances, commune aux deux hommes, est au centre de leur deuxième long-métrage Nos jours heureux réalisé en 2006, à propos duquel Toledano déclare : « Pour Olivier [Nakache] et moi ce film a une place particulière. Il raconte une partie de nos vies. Pendant vingt ans nous avons été successivement pensionnaires, animateurs et directeurs de centres de vacances, notamment à Yaniv ou aux EEIF ».
Sans avoir suivi une formation musicale la musique a toutefois « une grande influence sur son travail » et plus particulièrement le jazz et la funk. Lors de la phase d'écriture d'un scénario la musique lui inspire des séquences, « l'écriture d'une comédie c'est comme une partition, on entend la fausse note tout de suite. »

### Début de carrière
Parallèlement à ses études, Éric Toledano connaît sa première expérience cinématographique en 1993, lorsqu'il travaille en tant qu'assistant metteur en scène sur le film À la folie réalisé par Diane Kurys. Par la suite, il coréalise assez rapidement son premier court-métrage avec Olivier Nakache en 1995 : Le Jour et la Nuit. En effet, décidant de consacrer leur vie au cinéma, les deux réalisateurs ne désirent s'engager dans de longues études cinématographiques, mais au contraire rentrer « tout de suite dans l'action » avec un premier court-métrage dans lequel ils investissent toutes leurs économies. Cependant, le succès n'est pas au rendez-vous.
En 1999, surfant sur le phénomène du « stand-up » qui est en train de s'importer en France, leur deuxième court-métrage, Les Petits Souliers, est davantage une réussite, jouissant de la collaboration de jeunes comédiens comme Gad Elmaleh ou Jamel Debbouze. En effet, à cette époque, le duo fréquente le Trévise qui organise des scènes ouvertes. Et c'est dans ce théâtre qu'ils rencontrent Gad Elmaleh, alors jeune humoriste qu'ils vont faire jouer dans leur deuxième court-métrage et qui va les aider à compléter le casting par d'autres jeunes acteurs français comme Jamel Debbouze, Roschdy Zem, Atmen Kelif ou encore Gilbert Melki,. "On a mélangé du social et du comique, la matrice de ce qu'on fera plus tard, comme les Italiens ou les Anglais, alors que les comédies françaises de l'époque racontent plutôt des histoires plus légères"
Le film est sélectionné au festival international du court-métrage de Clermont-Ferrand en 1999 et, la même année, il obtient les Prix du public au festival du film de Paris et au festival du court métrage d'humour de Meudon.

### Collaboration avec Omar Sy et enchaînement de succès
En 2002, Éric Toledano et Olivier Nakache écrivent et réalisent leur troisième court métrage, Ces jours heureux, qui met en scène le départ et le retour d'une colonie de vacances. C'est à cette période qu'ils font la connaissance d'Omar Sy marquant ainsi le début d'une longue collaboration artistique.

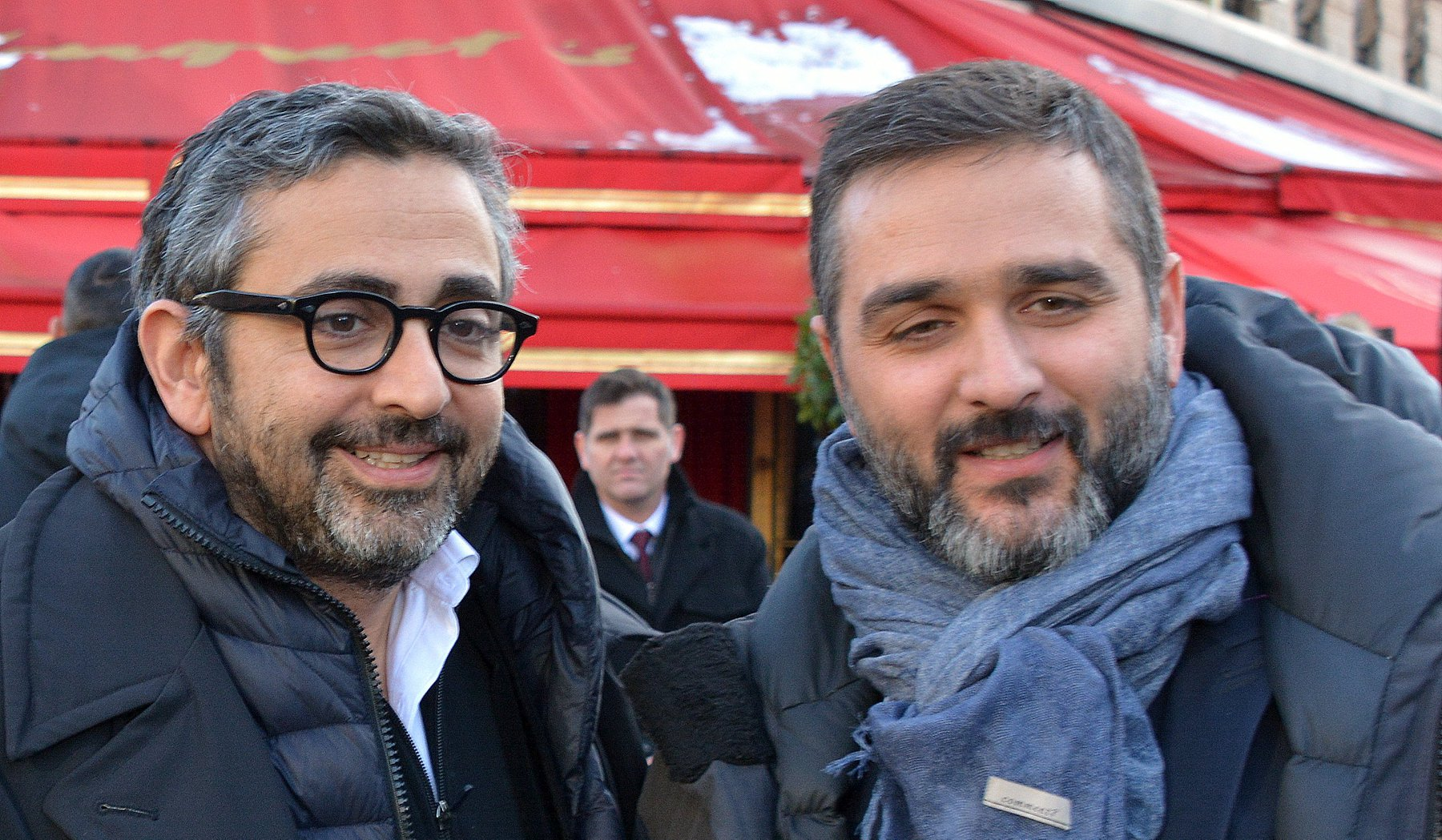
En compagnie d'Olivier Nakache.

Le duo travaille quelque temps dans la société de production de Dominique Farrugia et c'est sur un plateau de la chaîne Comédie qu'ils rencontrent Jean-Paul Rouve avec lequel ils se lient d'amitié. Éric Toledano et Olivier Nakache lui proposent le premier rôle du long métrage qu'ils sont en train d'écrire. C'est à cette période qu'ils rencontrent Nicolas Duval-Adassovsky qui décide de produire Je préfère qu'on reste amis, le premier long métrage du duo, avec Gérard Depardieu. Le film, qui sort en France en 2005, connaît un succès relatif avec 330 000 entrées. Le deuxième long métrage du duo, Nos jours heureux, sort pendant l'été 2006 et rencontre le succès au fur et à mesure des semaines d'exploitation, cumulant en fin de carrière près de 1 500 000 entrées.
En 2009, sort leur troisième long métrage, Tellement proches. Le duo poursuit leur exploration de la vie en groupe en analysant les relations familiales. Tout comme pour Nos jours heureux on retrouve au casting du film Omar Sy, ce qui marque leur troisième collaboration, et la deuxième avec Joséphine de Meaux.
En 2011, c'est la sortie d'Intouchables, leur quatrième long métrage. Omar Sy partage l'affiche avec François Cluzet. Le film connaît un succès phénoménal en France avec 19,44 millions d'entrées mais également à l'international où le film cumule plus de trente millions d'entrées. Il sera par la suite adapté au théâtre et au cinéma à l'étranger.
En 2014 sort Samba avec, encore une fois, Omar Sy en tête d'affiche mais également Charlotte Gainsbourg, Tahar Rahim et Izia Higelin. Le film suit le parcours d'un sans-papier dans la France d'aujourd'hui. Sans atteindre les chiffres impressionnants d'Intouchables, le film cumule toutefois 3,3 millions d'entrées au box-office. Izia Higelin est nommée au César de la meilleure actrice dans un second rôle.
En 2015, Patrick Chesnais contacte le duo pour qu'ils réalisent le film de son association Ferdinand afin de sensibiliser les jeunes aux dangers de l'alcool au volant. Ils acceptent immédiatement mais tiennent à ce que ce projet ait le « même ADN tragique et comique que dans Intouchables. Essayer de faire rire et de divertir à travers des sujets très durs, c'est un peu notre marque de fabrique. » Ce court métrage, Le Bon Vivant, a été diffusé dans les salles de cinémas et les chaînes de télévisions partenaires de l'association à partir du 20 mai 2015.
En 2015 également, Toledano et Nakkache travaillent sur leur premier film en tant que producteurs, La Vie en grand réalisé par Mathieu Vadepied. Le duo avait fait la rencontre du réalisateur sur le tournage d'Intouchables.
Éric Toledano apparaît dans le film d'Emmanuelle Bercot La Fille de Brest, sorti le 23 novembre 2016. Il interprète le représentant des laboratoires Servier.
Le film Le Sens de la fête avec Jean-Pierre Bacri, Jean-Paul Rouve, Eye Haïdara, Alban Ivanov et Gilles Lellouche sort en 2017. Le temps d'une soirée dans un château, on y suit les péripéties d'une agence organisatrice de mariages.
Le film Hors normes sort en 2019, d'après l'histoire vraie de responsables d'associations qui s'occupent de personnes atteintes d'un autisme grave. Il met en scène notamment Vincent Cassel et Reda Kateb.
En 2021 sort la première série créée par Éric Toledano et Olivier Nakache : En thérapie est l'adaptation française de la série israélienne BeTipul. Elle est diffusée sur Arte et arte.tv. La série se déroule en huis clos dans le cabinet d'un psy (Frédéric Pierrot) durant les séances de ses patients (Mélanie Thierry, Reda Kateb, Pio Marmaï, Clémence Poésy, Céleste Brunnquell) et de sa superviseure Carole Bouquet.
À propos de la biographie d'Éric Toledano (tout comme celle d'Olivier Nakache), le journal Le Monde faisait remarquer en 2014 que peu de portraits leur ont été consacrés dans les journaux, que « d'eux, on ne sait presque rien », et ce malgré six longs-métrages dont une troisième place dans la liste des plus gros succès du box-office en France obtenue par leur film Intouchables. Le journaliste explique le phénomène par leur effacement médiatique au profit de leur acteur vedette Omar Sy (qui apparaît dans quatre de leurs longs-métrages), les intéressés déclarant à ce propos : « Ça nous va de rester en arrière. » Cette distance qu'ils instaurent entre eux et le public se traduit également dans leur volonté de ne pas mélanger « humour, même acide, et rébellion ». Toutefois, le documentaire-portrait Cinéma par Toledano et Nakache sorti en 2018 traite de leurs influences de cinéma et revient sur les étapes importantes de leur parcours. Et en février 2018, le journal Le Monde leur consacre un article complet, après un entretien fleuve.
Eric Toledano et Olivier Nakache coproduisent leurs films à travers leur société Ten Cinema.

### Vice-président de l'Académie des César
Le 29 septembre 2020, Éric Toledano est nommé vice-président de l'Académie des César en compagnie de Véronique Cayla, sa nouvelle présidente, afin de sortir l'académie de sa crise historique de 2020 et, selon ses propres termes, « ramener un peu de calme et d’apaisement après un long moment où le mot César s’est beaucoup vu associé au mot polémique ». Patrick Sobelman prend sa suite en 2022.

## Filmographie

### Réalisateur et scénariste, en collaboration avecOlivier Nakache

#### Courts métrages
- 1995 : Le Jour et la Nuit
- 1999 : Les Petits Souliers
- 2002 : Ces jours heureux
- 2015 : Le Bon vivant

#### Longs métrages
- 2005 : Je préfère qu'on reste amis...
- 2006 : Nos jours heureux
- 2009 : Tellement proches
- 2011 : Intouchables
- 2014 : Samba
- 2017 : Le Sens de la fête
- 2019 : Hors normes
- 2023 : Une année difficile
- Prochainement : Juste une illusion

#### Série télévisée
- 2021 : En thérapie : Saison 1[20]
- 2022 : En thérapie : Saison 2

#### Documentaire
- 2018 : Cinéma par Toledano et Nakache

#### Producteur
- 2015 : La Vie en grand de Mathieu Vadepied
- 2015 : Qui de nous deux (court métrage) de Benjamin Bouhana

Co-production:
- Depuis 2022 : Les rencontres du Papotin[21]  aux côtés de Kiosco TV.
- 2024 : La Fièvre, aux côtés de QUAD et de Léon productions
- 2024 : Notre Monde, aux côtés de QUAD

## Box-office
Les données ci-dessous proviennent de l'European Audiovisual Observatory.
| Film                           | Budget   | Année de sortie | Box-Office Europe (nb d'entrées) |
| ------------------------------ | -------- | --------------- | -------------------------------- |
| Je préfère qu'on reste amis... | 5,3 M€   | 2005            | 368 315                          |
| Nos jours heureux              | 6,33 M€  | 2006            | 1 608 797                        |
| Tellement proches              | 7,78 M€  | 2009            | 851 086                          |
| Intouchables                   | 9,61 M€  | 2011            | 43 885 699                       |
| Samba                          | 15,38 M€ | 2014            | 5 054 599                        |
| Le Sens de la fête             | 14,85 M€ | 2017            | 5 032 882                        |

## Distinctions
Tous les prix et toutes les nominations concernent son duo avec Olivier Nakache.

### Récompenses
- 2006 : Festival international du film de comédie de l'Alpe d'Huez : 
  - Prix du Jury Jeune pour Nos jours heureux
  - Prix du Public Europe 1 pour Nos jours heureux
  - Prix du Jury Jeune pour Tellement Proches
- 2011 : Festival international du film de Tokyo : Tokyo Sakura Grand Prix pour Intouchables
- 2011 : Le Label des Spectateurs UGC : Label des Spectateurs UGC pour Intouchables
- 2011 : Lumière sur... by Kinepolis : Lumière sur... by Kinepolis pour Intouchables
- 2011 : Le Coup de Cœur des Cinémas Gaumont Pathé : Coup de Cœur des Cinémas Gaumont Pathé pour Intouchables
- 2012 : Globes de Cristal : Globe de Cristal du meilleur film pour Intouchables
- 2012 : Trophées du Film français : 
  - Trophée du public (élu par les internautes des sites du groupe TF1) pour Intouchables
  - Trophée des Trophées pour Intouchables
  - Trophée du film français pour Intouchables
- 2019 : French Cinema Award décerné par Unifrance et le Ministre de la Culture Franck Riester
- 2019 : Prix Henri-Jeanson de la Société des auteurs et compositeurs dramatiques
- 2019 : Prix du Public Festival de San Sebastian pour Hors Normes
- 2020 : César des lycéens pour Hors Normes

### Nominations
- 2006 : Trophées Jeunes Talents : Jeune réalisateur cinéma pour Je préfère qu'on reste amis...
- 2006 : Festival international du film de comédie de l'Alpe d'Huez : Étoile du Rire - Grand Prix TPS Star pour Nos jours heureux
- 2006 : prix Raimu de la comédie : prix Raimu du film de comédie pour Nos jours heureux
- 2009 : Festival international du film de comédie de l'Alpe d'Huez : 
  - Étoile du Rire - Grand Prix TPS Star pour Tellement Proches
  - Prix du Public Europe 1 pour Tellement Proches
- 2011 : Festival international du film de Tokyo : 
  - prix spécial du jury pour Intouchables
  - prix du meilleur réalisateur pour Intouchables
  - prix de la meilleure contribution artistique pour Intouchables
  - prix du public pour Intouchables
- 2011 : BAFTA awards : meilleur film en langue étrangère pour Intouchables
- Césars 2012 : 
  - César du meilleur réalisateur pour Intouchables
  - César du meilleur scénario original pour Intouchables
  - César du meilleur film pour Intouchables
- Césars 2018 : 
  - César du meilleur film avec Olivier Nakache pour Le Sens de la fête
  - César du meilleur réalisateur pour Le Sens de la fête
  - César du meilleur scénario original pour Le Sens de la fête
- César 2020 : 
  - Meilleur film avec Olivier Nakache pour Hors normes
  - Meilleure réalisation
  - Meilleur scénario original

## Décorations
- 2012 :  Chevalier de l'ordre des Arts et des Lettres[34]
- 2021 :  Chevalier de la Légion d'honneur[35]
- 2022: Hommage du Congrès des exploitants.[36]